# Незаможник (есмінець)
«Незамо́жник» (з травня 1918 року до січня 1919 року «Київ») — ескадрений міноносець типу «Фідонісі», російського, українського, українського радянського та радянського флотів. Загалом есмінці «ушаковської» серії належали до есмінців типу «Новик».
Всього було замовлено 16 кораблів цього типу для Чорноморського флоту Росії, з яких було введено до складу флоту чотири одиниці, інші 12 добудовувалися на корабельні в Миколаєві (Україна).
Корабель від 2 липня 1915 року до травня 1918 року носив ім'я «Занте», з січня 1920 року до 12 липня 1923 року знову «Занте». 12 червня 1923 року був перейменований на український манер — «Незаможний», а з 29 квітня 1926 року йому дали ім'я «Незаможник».

## Замовлення
«Незаможник» був замовлений в рамках останньої передвоєнної суднобудівної програми під іменем «Занте» у 1914 році з початком Першої світової війни. Корабель призначався для посилення Чорноморського флоту у зв'язку із значним ростом ВМС Туреччини: турецька керівна еліта була вороже налаштована до Росії та підтримувала стратегічні близькі стосунки із Німеччиною та пронімецькими військово-політичними союзами — «Троїстий союз» (з 1912 року до нього увійшла Туреччина, утворивши «Четверний Союз»).
Спочатку було замовлено чотири кораблі типу Фідонісі. Однак, оцінюючи есмінці «ушаковської» серії, як найвдаліші серед кораблів даного класу, Морський головний штаб в 1916 році замовив у Миколаєві ще 12 кораблів цього типу.

## Конструкція корабля

### Проект
Кораблі «ушаковської» серії були названі в пам'ять про перемоги російського флоту під командуванням Ф. Ф. Ушакова, а тому відомі як «ушаковська» серія.
На прохання офіцерів флоту та керівництва Товариства Миколаївських заводів та верфів (останні заради спрощення та здешевлення суден) проект нового корабля повторював основні технічні рішення есмінців типу «Дерзкий».
За своєю конструкцією кораблі типу «Фідонісі» повторювали основні риси кораблів типу «Дерзкий», але з доопрацюванням конструкції та озброєння.

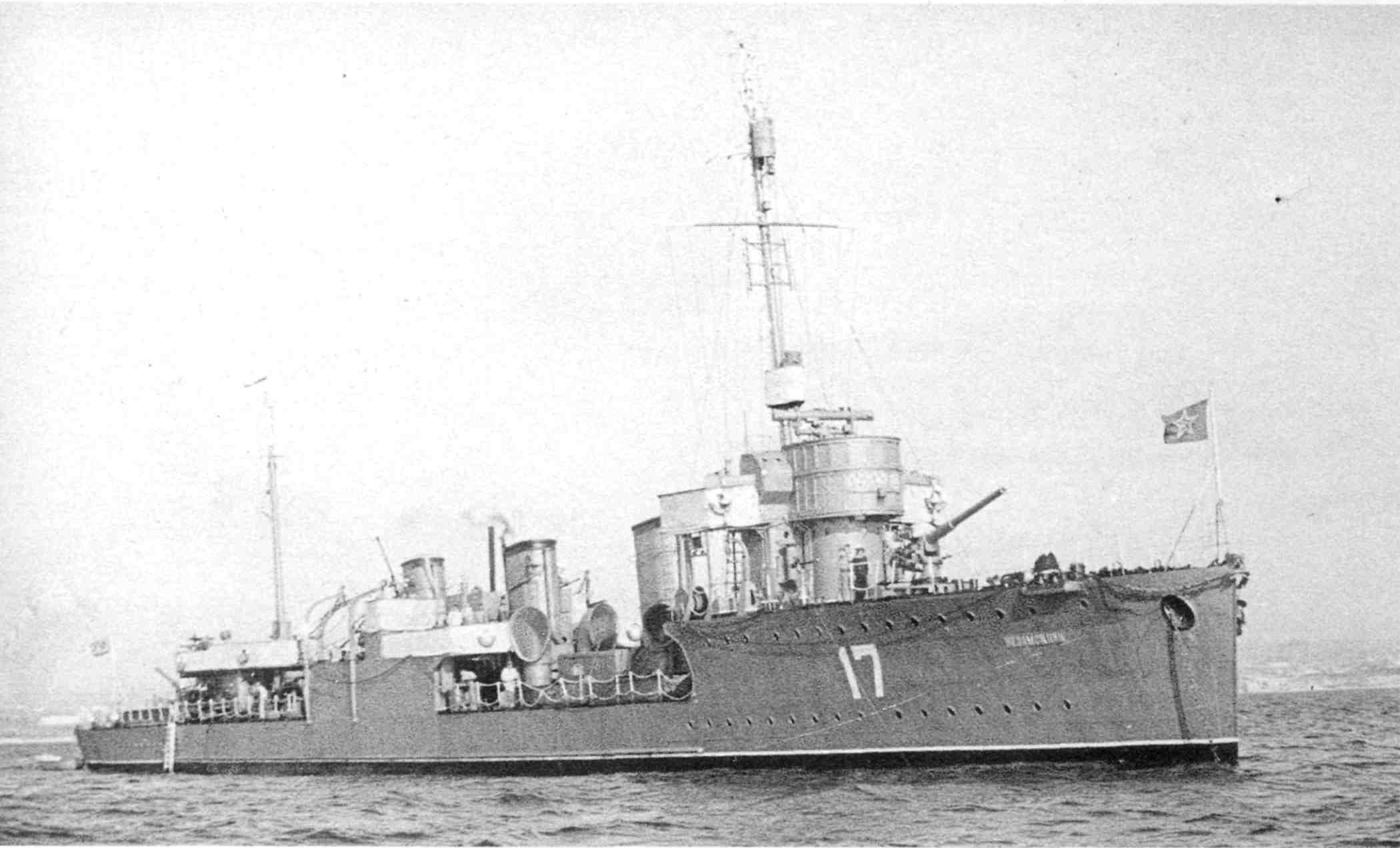
Есмінець «Незаможник».

Нові кораблі відрізнялись від застарілих кораблів типу «Дерзкий» наявністю турбінних та парових приводів допоміжних механізмів, посиленим артилерійським озброєнням, усуненням значних перевантажень через встановлення не проектного озброєння, тритрубними торпедними апаратами. Також інженери модернізували енергетичне обладнання.
На кораблі був встановлений обмежувач швидкості ходу корабля. Для врівноваження маси судна були зменшені баки із запасом палива та прибрані поздовжні сталеві перегородки в носовому котельному відділенні. Натомість був посилений палубний настил та збільшена висота котельних захисних кожухів.
В процесі побудови «Незаможника», на основі бойового досвіду, кормовий (п'ятий) торпедний апарат замінили на 102-мм артилерійську установку. А в травні 1916 року два 40-мм автомати фірми «Віккерс» замінили на дві 57-мм гармати.

### Архітектура корабля
«Незаможник», як і інші кораблі «ушаковської» серії, виділявся серед есмінців типу «Новик». Усі кораблі типу «Дерзкий», «Фідонісі» походять від есмінців типу «Новик», котрі в свою чергу розроблялися на основі німецьких технологій. Від есмінців типу «Новик» тип «Фідонісі» відрізнявся наявністю трьох димовідвідних труб на відміну від чотирьох у «Новиках». Силует судна виглядав, як і у інших представників цього класу бойових кораблів — довгий видовжений корпус та низькі надбудови, сильно виділялися на загальному фоні тільки димовідвідні труби та щогли, дещо нахилені назад, все інше виглядало єдиним і цілісним об'єктом.
На кормі есмінця розміщувалася надбудова для 102-мм гармати Обухівського заводу, яка також була основою для кормової щогли. Інша щогла розташовувалася позаду командного містка есмінця.

### Корпус і надбудови

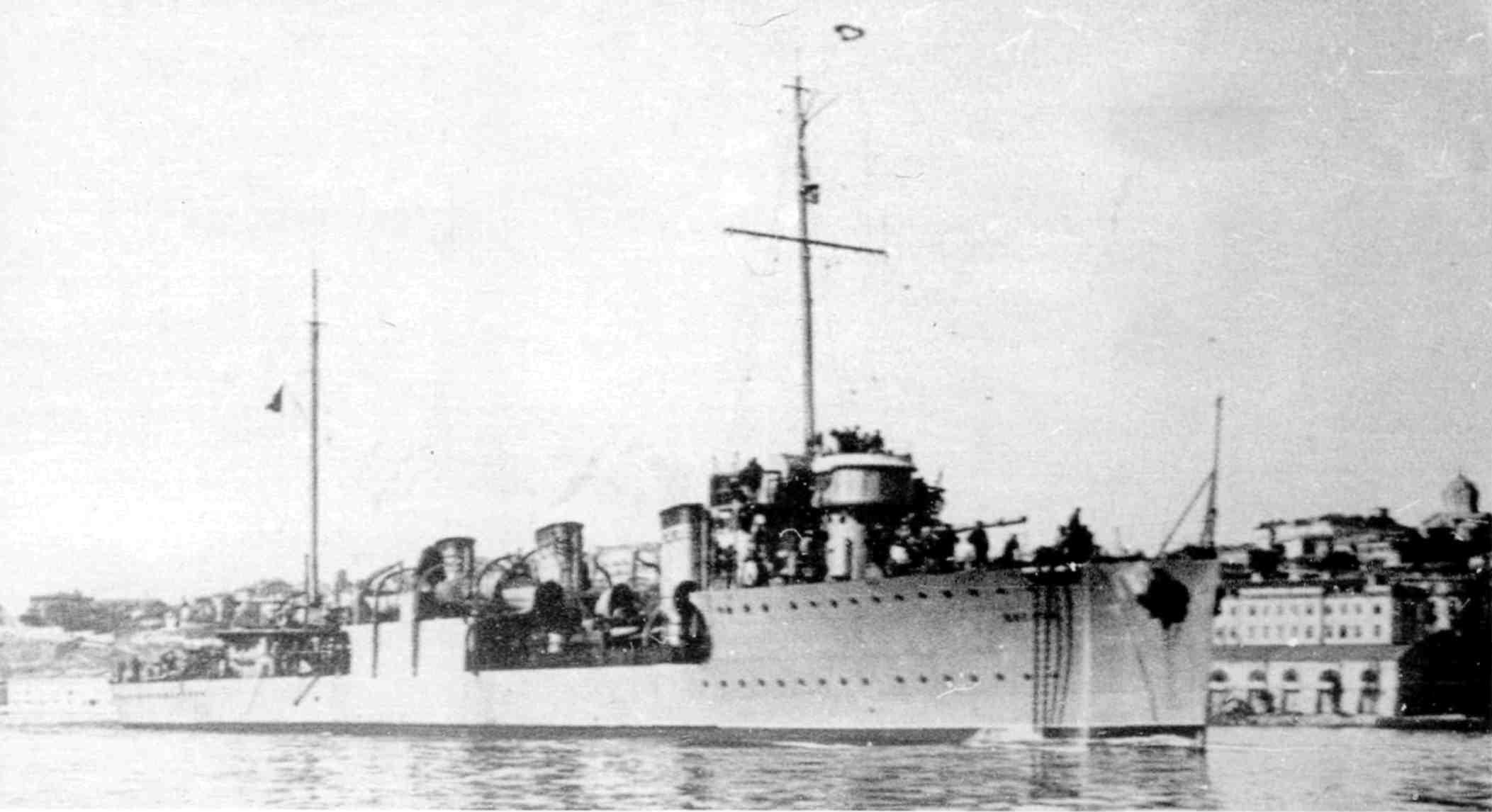
Есмінець «Незаможник»

#### Корпус
Корпус есмінця, як і всіх тодішніх кораблів, був клепаний. Найбільша довжина становила 92,75 м, а ширина 9,07 м. Індекс подовження становив (L: B) = 10,23 (вищий індекс відношення довжини до ширини корпусу показує ступінь його поздовжньої гнучкості). Це дозволяло есмінцям витримувати серйозні хвильові навантаження (п'ятиметрові хвилі довжиною до 100 метрів). Це також забезпечувалося високогнучкою сталлю (з часовим опором руйнуванню 55 кг/мм2).
Міцність та гнучкість корпусу корабля забезпечували системи поздовжнього та поперечного набору шпангоутів. Лік шпангоутів вівся з корми до носа корабля. Основною особливістю конструкції корпусу було використання системи поздовжнього набору шпангоутів (41 — 139 штук) в районі котелень і машинного відділення. Корпус складався із 8-мм вертикального кіля висотою 1050 мм, з подвійних сталевих кутників на верхніх і нижніх кромках, двох днищевих та одного бортового стрингера по кожному борту, та по одному карлінгсу (350×1-1,5 мм) на кожний борт.
Вся ця конструкція разом із 4-мм сталевим настилом другого дна та верхньої палуби з поздовжніми перегородками, 6-9 міліметровою зовнішньою обшивкою і 11,5-мм палубним стрингером, склали достатньо міцну і жорстку конструкцію, котра протистояла поздовжньому згинальному моменту в різних експлуатаційних умовах.
Оскільки конструкція корабля передбачала подвійне дно, міждонний простір поділявся флорами (переділками) на відсіки, де зберігалося пальне. За машинно-котельним відділенням, вертикальний кіль плавно зменшувався та переходив у вертикальний форштевень і фігурний литий ахтерштевень.
Поперечний набір складався із шпангоутів (подвійні кутники товщиною 6 мм зв'язані між собою бракетами — 4,5-мм листами) і бімсів верхньої та житлової палуб (5-мм кутники). Дев'ять металевих головних поперечних перегородок забезпечували непотоплюваність корабля.

#### Надбудови
Носова надбудова судна складалася із носового мостика, бойової та штурманської рубки. Бойова рубка збудована із хромованих сталевих листів товщиною 12,7 мм (стіни) і 6 мм (дах). В районі розташування компасу використовувалася маломагнітна сталь. Штурманська рубка розташовувалася позаду бойової і була захищена 3-3,5 мм листами сталі. Носовий мостик простягався на всю ширину корабля.
На надбудові (середній місток) між другою (від носа корабля) та третьою димохідними трубами розташовувалися два прожектори та 40-мм автомат «Віккерс». З лівого борту розміщувався чотиривесловий рятувальний човен (ял) і вельбот. На правому борті розташовувався шеститивесловий ял та моторний катер. Також по обох бортах військового судна розташовувалися дві запасні торпеди.
Кормовий місток знаходився позаду третьої димохідної труби, на якій розташовувалася 102-мм артилерійська установка.

### Силова установка

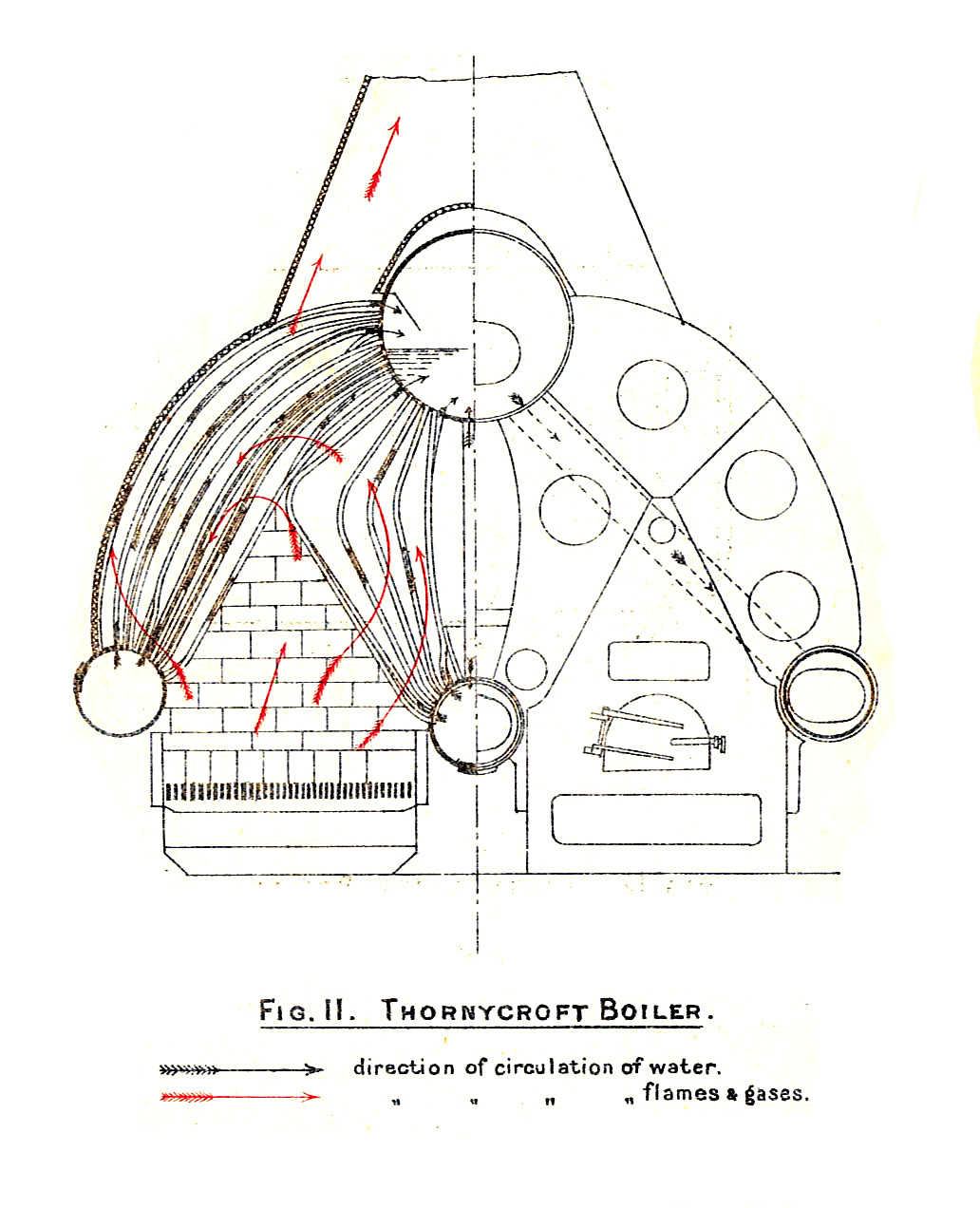
Схема котла системи Торнікрофт (Thornycroft 1912)

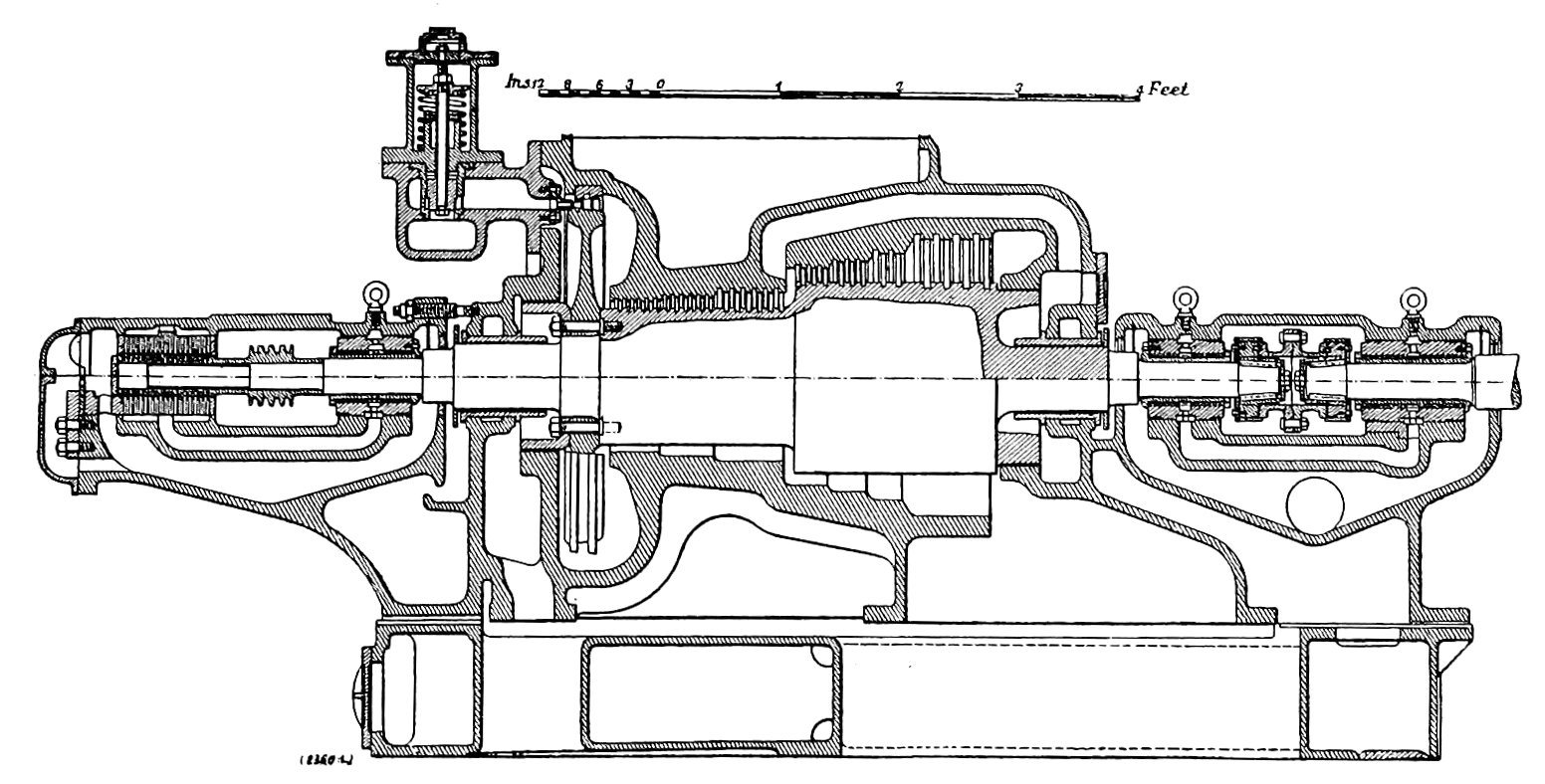
Схема турбіни Парсонса (Parsons)

Для есмінця обрали силову установку потужністю 29 000 к.с. (робоча потужність становила 22 496 к.с.). Силова установка есмінця «Незаможник» складалася з двох парових турбін системи Парсонса (Parsons) та п'ятьох водотрубних котлів системи Торнікрофт (Thornycroft) з тиском 17кг/см2. Котельна система корабля складалася з трьох котельних відділень тресту «Наваль-Руссуд». У кожному відділенні розміщувалося два котли (у кормовому котельному відділенні розміщувався один котел). Електрику на кораблі забезпечували два турбогенератори потужністю 35 кВт кожний.
Проектна найбільша швидкість становила 33 вузли, а прийнятна швидкість на випробуваннях становила 27,5 вузлів. Дальність плавання становила 1500 миль при швидкості 21 вузол. Запас пального (нафта) становив 265 т.

### Побут на кораблі
У порівнянні із попередніми есмінцями, усі кораблі серії мали зручніші умови побуту для екіпажу. Відмінності полягали у розташуванні каюти командира, офіцерів та кают-компанії під півбаком. Офіцери мали свій бар, ванну та туалетну кімнату. У кожній офіцерській каюті були ліжко, шафа, складний умивальник, письмовий стіл, крісло та вішалка для одягу.
Для нижніх чинів було передбачено два кормових і один носовий кубрики, деякі спальні місця були у формі гамаків. Кондукторське приміщення розташовувалося в кормовій частині корабля.
Камбуз розташовувався під кормовим містком, кухонні плити горіли на нафті.
Житлові приміщення обшивалися корковими пластинами з повітряним шаром. Підлога була покрита 5-мм лінолеумом. Шафи та столи на кораблі були металевими, крісла дерев'яними.

### Загальна оцінка проекту

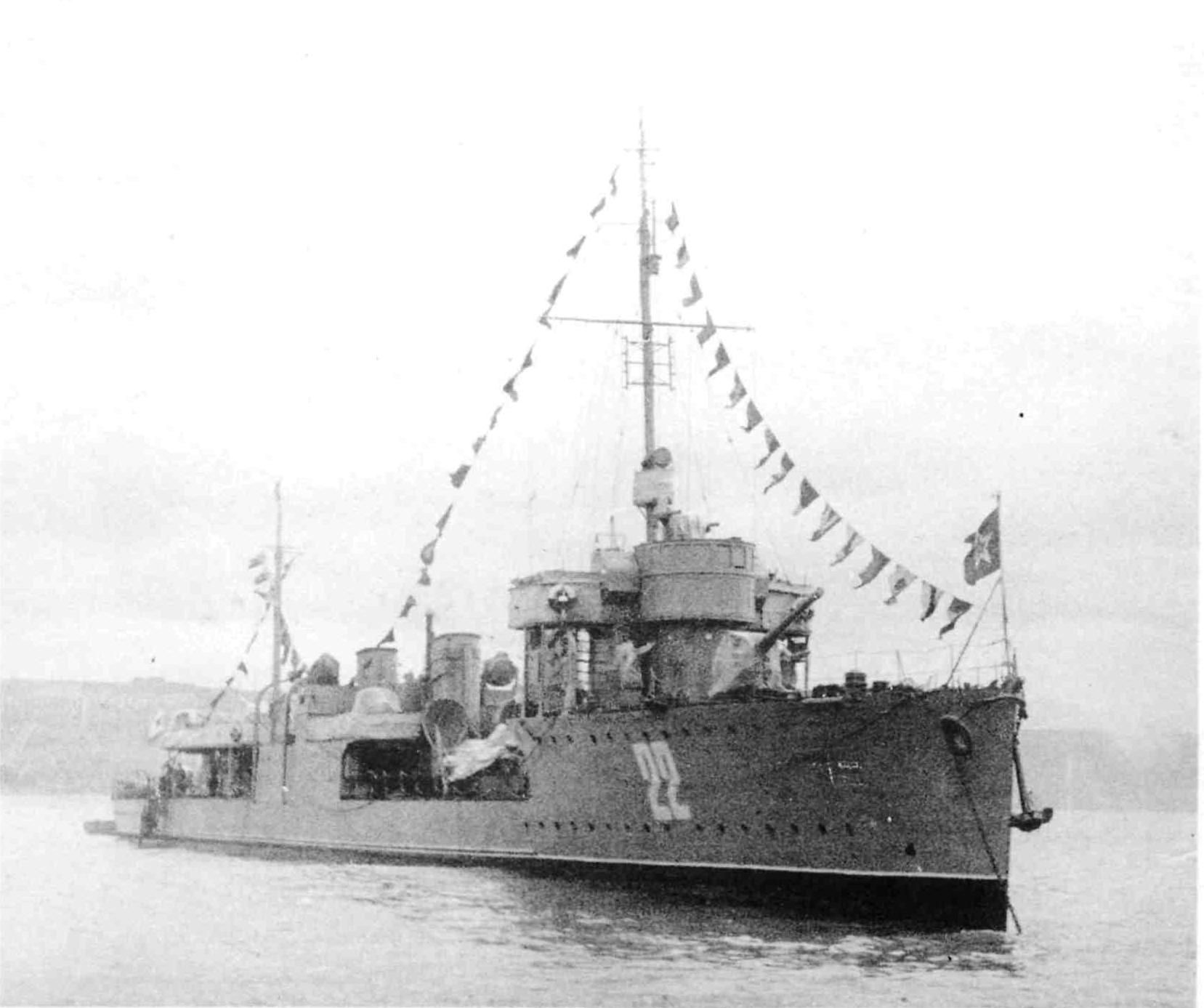
«Незаможник»

Оскільки есмінці «ушаковської» серії належали до есмінців типу «Новик», за винятком деяких відмінностей їхні техніко-бойові характеристики були майже ідентичні. А «Новиків» в свою чергу, вважали найкращими в своєму класі бойовими кораблями перед Першою світовою війною. Велику роль в цьому відігравали 102-мм гармати Обухівського заводу, котрі мали хорошу балістику. На кораблях встановлювали майже виняткові на той час системи управління залповою торпедною та артилерійською стрільбою. Корабель мав добре мінне (80 мін зразка 1908 чи 1912 років, або 60 мін 1926 року) та торпедне (чотири тритрубних 457-мм торпедних апарати) озброєння.
До недоліків кораблів цього типу відносять: будівництво кораблів на різних заводах, багато з яких не мали достатнього досвіду для такого високотехнологічного будівництва, через що багато кораблів не могли набирати проектну швидкість, а механізми часто страждали на дрібні поламки. Перша світова війна додала до цих проблем ще й поспішність, що не могло позитивно вплинути на якість виконання робіт, а дефекти, які повинні були виявляти під час заводських випробувань, проявлялися в ході бойової експлуатації.
На початок Першої світової війни ці кораблі були одними з найсучасніших у своєму класі, але на кінець — сильно поступалися «однокласникам», що оснащувалися вже 533-мм торпедами та влучнішими артилерійськими установками. Проведена модернізація усіх кораблів в першій половині 1920-х років дозволила дещо скоротити відставання в техніко-бойових характеристиках у порівнянні із кораблями провідних іноземних флотів.

## Будівництво

### Закладення та добудова
Есмінець «Незаможник» (тоді як «Занте») 2 липня 1915 року зарахований в список суден Чорноморського флоту. У травні 1916 року корабель був закладений на стапелі заводу «Наваль» тресту «Наваль-Руссуд» в Миколаєві. 21 березня 1917 року відбувся спуск на воду.
17 березня 1918 року корабель в недобудованому стані (готовність корпусу 70%, механізмів 85%), був включений до українського військового флоту.
З травня 1918 року до січня 1919 року корабель носив назву «Київ». У січні 1919 року корабель переходить в руки Червоної армії, а пізніше Білої армії. Тож в цей буремний час есмінець не добудовувався.
В січні 1920 року «біле» командування при наближенні до Миколаєва військ червоноармійців, відбуксирувало корабель в Одесу, де через місяць, під час сильного шторму він був викинутий на камені біля Великого Фонтану. У вересні 1920 року корабель був піднятий із напівзатопленого стану та відбуксований назад у Миколаїв.
Головне морське технічне управління 23 грудня цього ж року уклало з головметалом ВРНГ договір добудови есмінця на заводі імені А. Марті. 12 червня 1923 року есмінець «Занте» перейменували на «Незаможний».

### Випробування
13 вересня 1923 року корабель направлений на заводські випробування. 23 вересня корабель відплив до Севастополя. Протягом шестигодинного переходу морем були проведені випробування механізмів корабля на економічному ході. Усі заводські випробування завершили 14 жовтня, коли есмінець повернувся назад у Миколаїв.

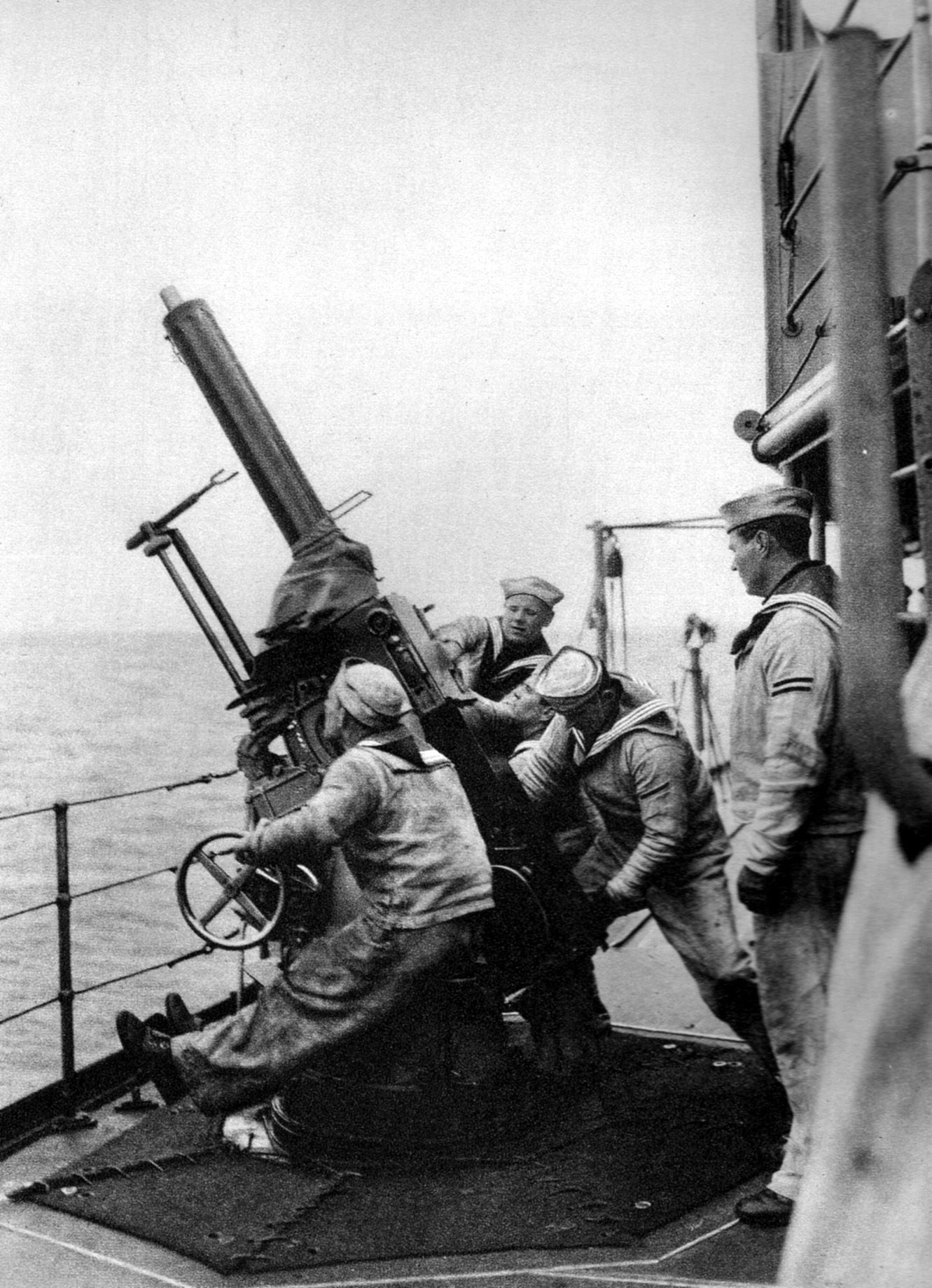
Зенітна установка «Віккерс» АА 40 мм

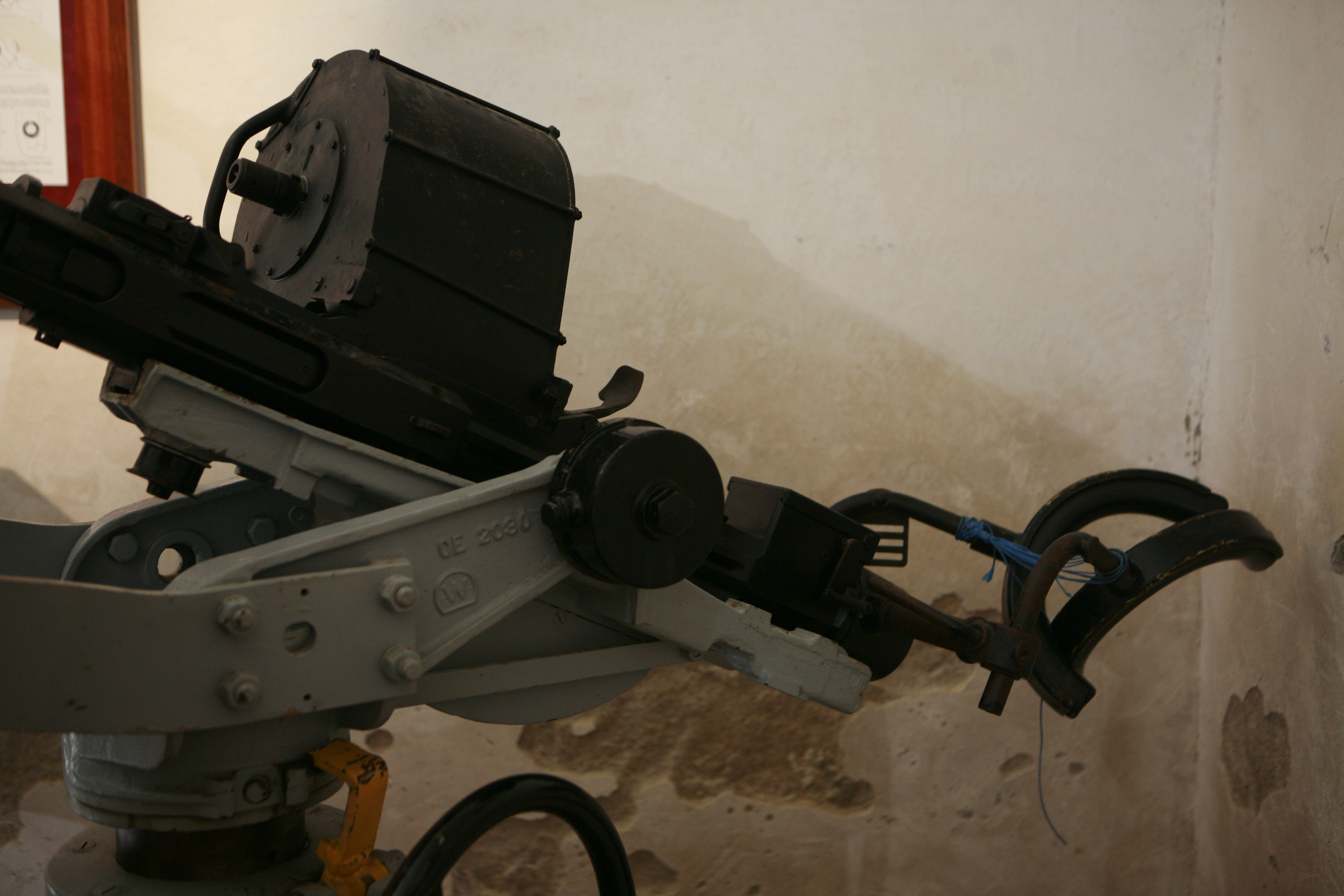
20-мм зенітний автомат «Ерлікон»

Після розбірки та чистки механізмів і котлів есмінця був підписаний акт прийому корабля до складу флоту, а 7 листопада «Незаможник» (тоді «Незаможний») зарахували до складу Морських сил Чорного моря.

## Озброєння

### Корабельна артилерія
На етапі проектування передбачалося, що на есмінець буде встановлено три 102-мм гармати Обухівського заводу із дальністю стрільби 72 кабельтови. Але на основі бойового досвіду інших есмінців серії, п'ятий 457-мм торпедний апарат замінили на ще одну (вже четверту) 102-мм гармату. Боєзапас АУ становив 600 снарядів. Три 102-мм артилерійські установки розміщувалися в кормовій частині корабля, одна — на носі.

#### Модернізація артилерії
Після вимушеної модернізації корабля у 1943 році, боєзапас снарядів для 102-мм АУ Обухівського заводу збільшився із 600 до 820 снарядів.

### Зенітна артилерія
На есмінець встановили два 40-мм автомати фірми «Віккерс», які в квітні 1917 року замінили на дві зенітні 57-мм гармати. Також були розміщені чотири автомати М-1 малого калібру (7,62 мм).

#### Модернізація зенітної артилерії
Модернізація зенітного озброєння відбувалася у чотири етапи.
На першому етапі (1928–1929 роки) на есмінці замінили застарілі дві зенітні 57-мм гармати на дві сучасніші гармати Лендера калібру 76,2 мм (450 снарядів).
На другому етапі модернізації в ході капітальних модернізаційних робіт 1935–1936 років, чотири 7,62-мм автомати М-1 замінили на чотири зенітних автомати ДШК калібру 12,7 мм.
Третій етап модернізацій них робіт розпочався із початком війни у 1941 році. На півбаці, позаду 102-мм АУ, розмістили дві 45-мм гармати 21-КМ (1200 снарядів).
У 1943 році між другою і третьою димохідною трубою (середній місток) розмістили одну АУ 70-К калібру 37 мм (3000 снарядів), інші чотири АУ — на місці рятувальних човнів. Замість двох автоматів ДШК встановили два 20-мм автомати фірми «Ерлікон» (6360 патронів).

### Мінно-торпедне озброєння
Проєктом корабля передбачалась встановлення п'яти 457-мм торпедних установок, але інженери вирішили розмістити чотири тритрубних ТА (боєзапас 12 торпед зразка 1913 року, в тому числі 2 запасні торпеди).
Мінне озброєння включало 80 загороджувальних мін зразка 1908 або 1912 років.

#### Модернізація мінного озброєння
Після проведеної модернізації у 1928–1929 роках, есмінець отримав можливість нести 60 мін зразка 1926 року.
Під час модернізації 1935–1936 років, на кораблі встановили чотири бомбомети БМБ-1, два бомбоскидачі (16 глибинних бомб Б1 та 26 ГБ М-1).

### Спеціальне обладнання

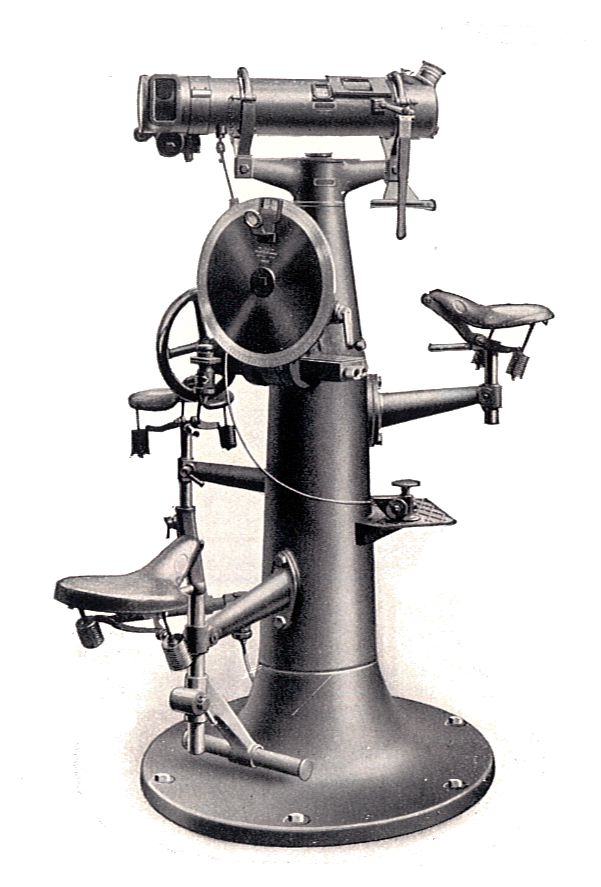
Далекомір "Барра і Струда"

Для забезпечення своїх бойових функцій, на есмінець було встановлено різне допоміжне спеціальне обладнання та устаткування.
Прилади управління стрільбою (ПУС):
- ПУС артилерії Гейслера зразка 1911 року;
- ПУС торпедами Еріксона;
- ПУС автоматами 7,62 мм М-1.

Оптичні прилади спостереження і системи зв'язку:
- 1 далекомір «Барра і Струда»;
- 2 (діаметром 60 см) прожектори МПЭ-э6,0.
- 1 радіотелеграф (1 станція), потужність 2 кВт, дальність 200 миль.

Додаткові та рятувальні човни:
- 1 командирський катер;
- 1 робочий катер;
- 1 п'ятивесловий вельбот;
- 1 шестивесловий ял;
- 1 чотиривесловий ял.

## Історія служби

### У складі флотів

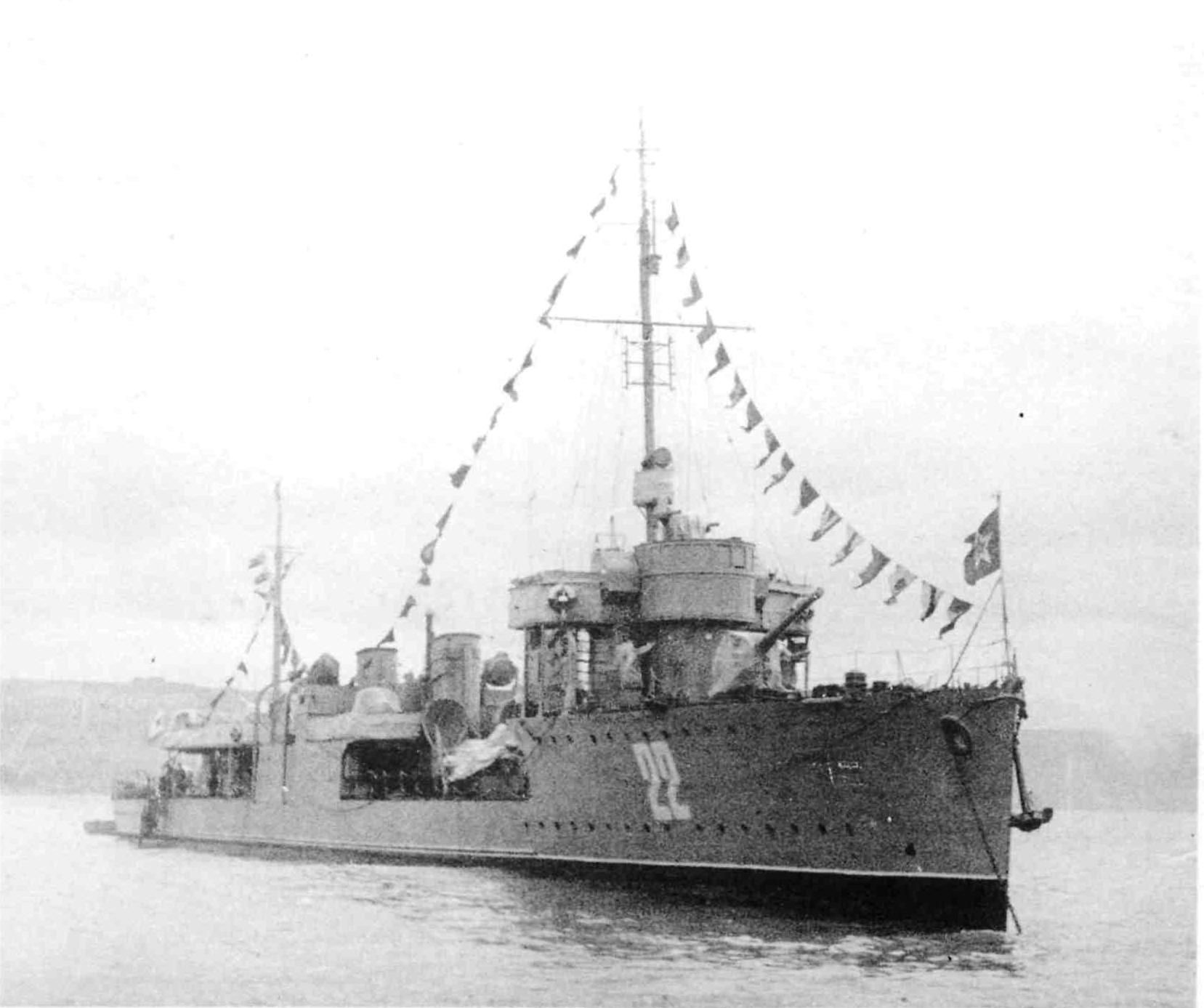
«Незаможник»

17 березня 1918 року корабель в недобудованому стані був включений до складу українського військового флоту згідно з «Тимчасовим Законом Про український державний флот» Центральної Ради від 14 січня 1918 року відповідно до якого: 
|  | …Російський Чорноморський флот… проголошується флотом Української Народної Республіки… |

та
|  | …Українська Народна Республіка переймає на себе всі зобов'язання російського уряду щодо Чорноморського флоту й щодо утримання флоту й портів. |

У травні 1918 року недобудованому кораблю дали нову назву — «Київ».
У січні 1919 року корабель захоплений Червоною армією. Пізніше до січня 1920 року входив до Чорноморського флоту Збройних сил Півдня Росії. В бойових діях участі не брав.

### Міжвоєнний час

Знамено для есмінця «Незаможник».

7 листопада 1923 року есмінець «Незаможник» (тоді «Незаможний») включений до складу радянських Морських сил Чорного моря.
У вересні-жовтні 1925 року «Незаможник» відвідав з першим іноземним візитом Стамбул (Туреччина) та Неаполь (Італія).
29 квітня 1926 року есмінець отримав знову нове ім'я — «Незаможник».
4-8 вересня 1929 року есмінець знову відвідав Неаполь, у жовтні 1930 року — Стамбул, Пірей (Греція) та Мессіну (Італія). 3 квітня 1930 року «Незаможник» надав допомогу підводному човну «Шахтер» (колишній АГ-23), який зіткнувся з пароплавом «Ельбрус».
У 1928–1929 роках та в 1935–1936 роках пройшов капітальний ремонт.

### Друга світова війна

Висадка десанту під час керченської операції

На час початку війни у 1941 році, корабель перебував у ремонті, котрий тривав до середини липня 1941 року. Есмінцем тоді командував капітан-лейтенант Н. І. Мінаєв. Корабель входив до складу 1-го дивізіону есмінців ЧФ. 

#### Хронологія бойових дій
25.07.1941 — охороняв транспортування плавдоку із Миколаєва до Севастополя.
13.08.1941 — перейшов в Одесу для вогневої підтримки оборони міста. До початку вересня 1941 року виконав понад 10 стрільб.
09.09.1941 — конвоював плавбазу «Волга» із Севастополя в Одесу.
13.10.1941 — привів в Одесу два кораблі. 15 серпня випустив 468 снарядів в бою. 17 жовтня повернувся в Севастополь.
08.11.1941 — відбуксирував із Севастополя в Батумі недобудований есмінець «Огневой».
12.12.1941 — випустив в бою під Севастополем 14 снарядів.
22.12.1941 — випустив в бою під Севастополем 214 снарядів.
Брав участь у Керченсько-Феодосійській десантній операції, як корабель загону вогневої підтримки десанту. Під час самої операції у порту Феодосії, з есмінця висадили 289 десантників, 76-мм гармата та 17 ящиків боєприпасів, під час цієї операції випустив 54 снаряди.
В січні-березні 1942 року перебував у ремонті.
Навесні та влітку 1942 року постачав вантажі та людей у Севастополь під час оборони міста. Також відбуксував пошкоджені есмінці «Способний» і «Железняков» із Севастополя до Новоросійську. Під час стоянки в Новоросійську есмінець кілька разів атакували німецькі винищувачі, в результаті кілька членів екіпажу отримали поранення, а корабель незначні пошкодження.
14.10.1942 — разом із СКР «Шквал» обстрілював порт Феодосії. Випустив 42 снаряди.
20.12.1942 — повторно із СКР «Шквал» обстрілював порт Феодосії. Випустив 124 снаряди.
З початку 1943 року здійснював перекидання військ та вантажів із Кавказу до України. Брав участь у десантній операції в районі Південної Озерейки як флагманський корабель. Навесні 1943 року став на ремонт, після закінчення якого до кінця війни виконував бойові завдання у районі Поті — Батумі.

Есмінець «Незаможник» після травня 1945 року. Севастопольська бухта.

08.07.1945 — нагороджений орденом Червоного Прапора.
За час війни «Незаможник» пройшов 45 856 морських миль за 3 779 годин, виконав 120 бойових завдань, відбив 60 атак німецької авіації, збив 3 німецькі літаки, знищив 5 польових, 2 берегових і 4 мінометних батареї.
У 1949 році есмінець роззброїли та перекласифікували в корабель-мішень. На початку 1950-х корабель був потоплений під час стрільб біля берегів Криму.
Особисті речі (в тому числі кермове колесо — штурвал) та фотографії кількох членів екіпажу перебувають в колекції краєзнавчого музею міста Феодосія.

## Екіпаж

### Склад екіпажу корабля
До 1923 року екіпаж есмінця «Незаможник» складався з офіцерів, кондукторів та моряків нижчих чинів. У таблиці наведено штатний склад та структуру екіпажу корабля.
| Чин                                           | Чисельність |
| --------------------------------------------- | ----------- |
| Офіцерський особовий склад корабля            | 9           |
| Кондукторський особовий склад корабля         | 6           |
| Старшинсько-матроський особовий склад корабля | 121         |
| Разом                                         | 136         |

### Командири корабля

Підпис капітана Н. Г. Загольського та печатка есмінця

| №  | Військове звання  | П. І. Б.          | Початок служби (рік) | Кінець служби (рік) |
| -- | ----------------- | ----------------- | -------------------- | ------------------- |
| 1  | капітан-лейтенант | Ковтунович І. Д.  | 1923                 | 1925                |
| 2  | капітан-лейтенант | Буликін П. Ф.     | 1935                 | 1936                |
| 3  | капітан-лейтенант | Фадєєв В. Г.      | 1937                 | 1937                |
| 4  | капітан-лейтенант | Годлевський Г. Ф. | 1939                 | 1940                |
| 5  | капітан-лейтенант | Мінаєв Н. І.      | 1941, 22 червня      | 1941, вересень      |
| 6  | капітан-лейтенант | Бобровніков П. А. | 1941, вересень       | 1943, 20 березня    |
| 7  | капітан 2 рангу   | Жиров Ф. В.       | 1943, 20 березня     | 1943, 1 липня       |
| 8  | капітан 3 рангу   | Бакарджиєв В. Г.  | 1943, 1 липня        | 1944, 21 червня     |
| 9  | капітан-лейтенант | Загольський Н. Г. | 1944, 21 червня      | 1944, 13 липня      |
| 10 | капітан-лейтенант | Романов В. К.     | 1944, 13 липня       | 1945, 9 травня      |

## Фотогалерея

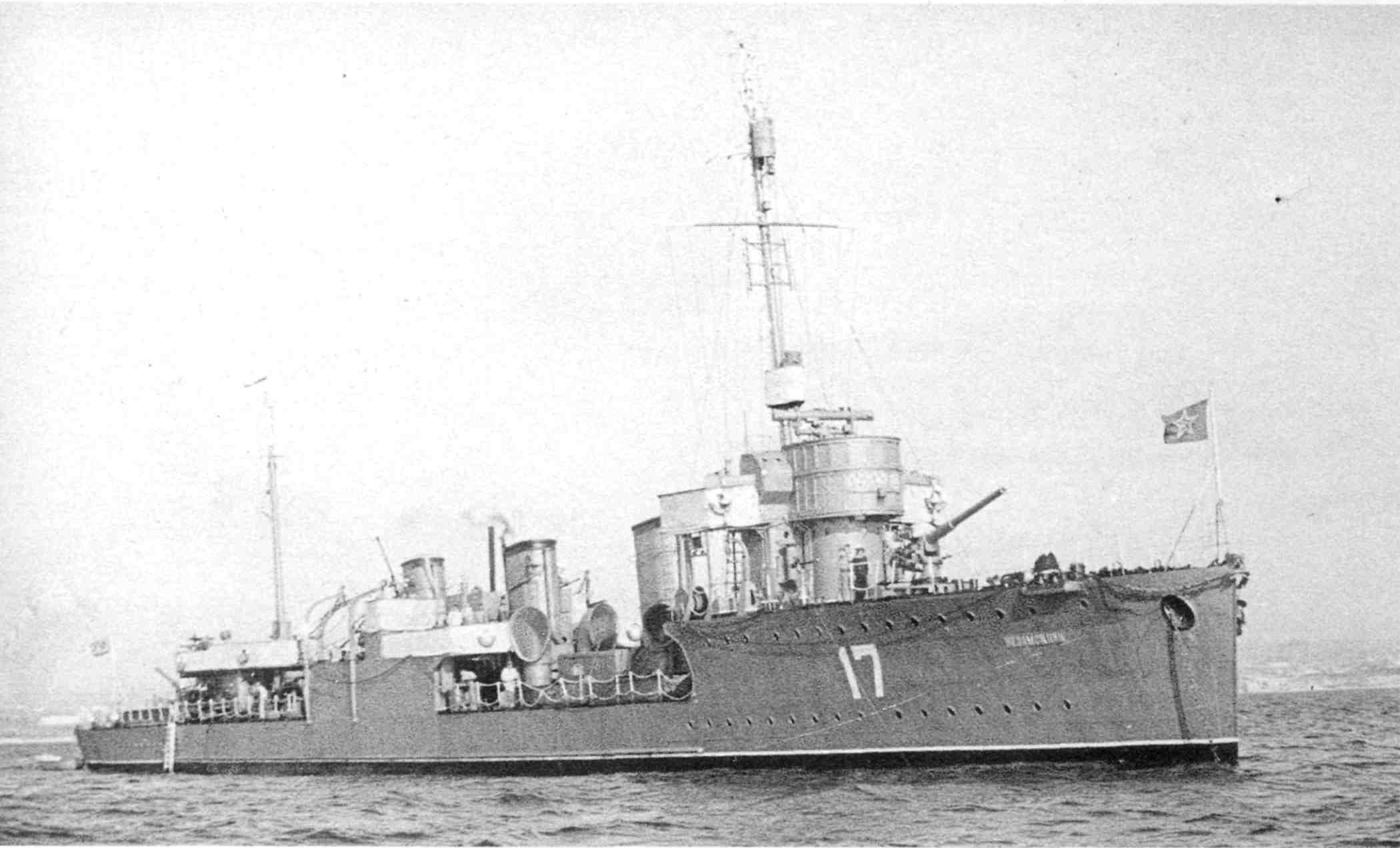
Есмінець «Незаможник». 1920-ті роки.
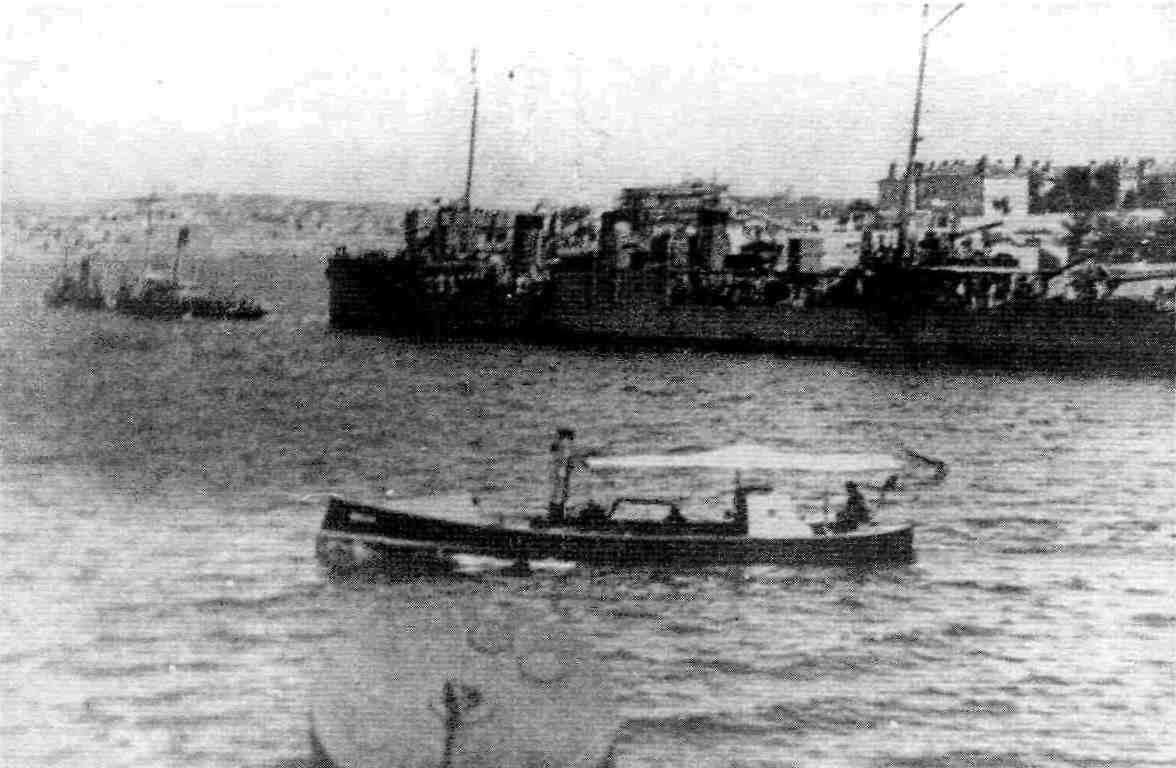
Есмінець «Незаможник». Початок 1920-х років.
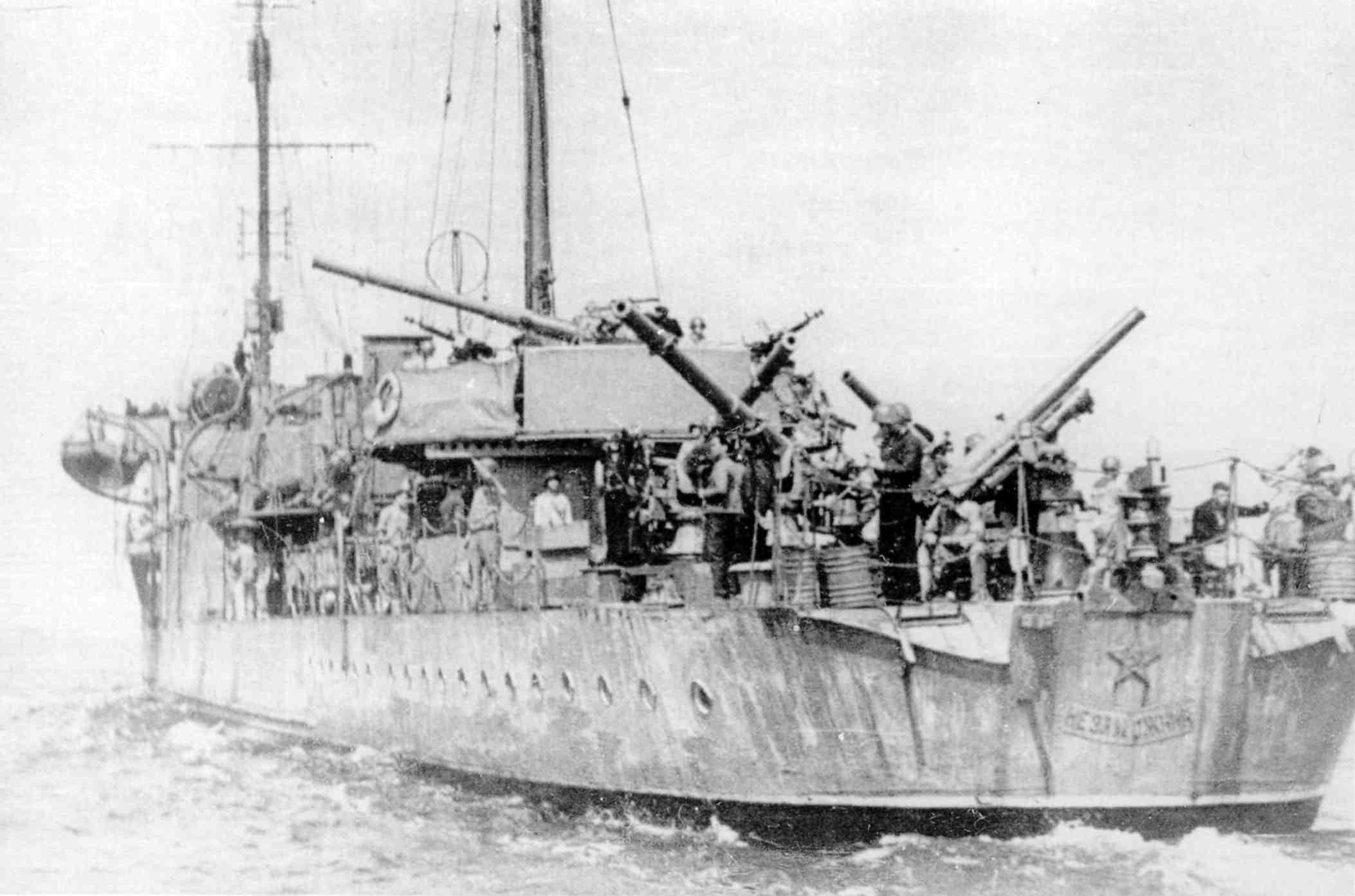
Есмінець «Незаможник». 1926–1949 роки.
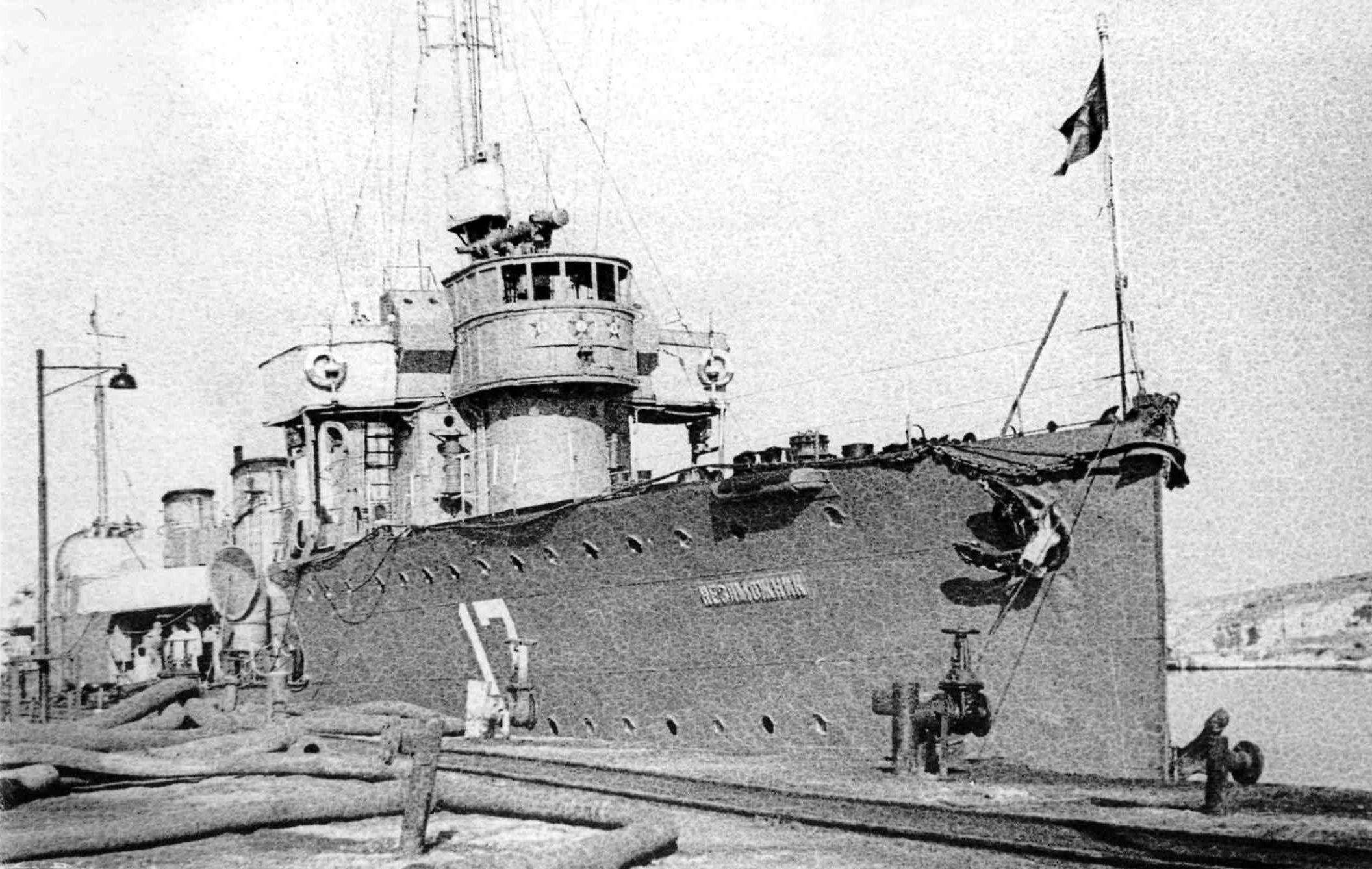
Есмінець «Незаможник». 1926–1949 роки.